# Список пресмыкающихся Португалии
Список пресмыкающихся Португалии включает виды класса Пресмыкающихся (Reptilia), распространённые на территории Португалии, включая Азорские острова и Мадейру.

## ОтрядЧерепахи(Testudines)

#### СемействоКожистые черепахи(Dermochelyidae)
- Dermochelys coriacea — Кожистая черепаха

#### СемействоМорские черепахи(Cheloniidae)
- Caretta caretta — Логгерхед
- Chelonia mydas — Зелёная черепаха
- Eretmochelys imbricata — Бисса
- Lepidochelys kempii — Атлантическая ридлея

#### СемействоАмериканские пресноводные черепахи(Emydidae)
- Emys orbicularis — Европейская болотная черепаха
  - Emys orbicularis occidentalis — Западная болотная черепаха

#### СемействоАзиатские пресноводные черепахи(Geoemydidae)
- Mauremys leprosa — Мавританская черепаха

## ОтрядЧешуйчатые(Squamata)

### ПодотрядГекконообразные(Gekkota)

#### СемействоГекконовые(Gekkonidae)
- Hemidactylus turcicus — Турецкий полупалый геккон
- Tarentola mauritanica — Стенной геккон
- Tarentola bischoffi

### ПодотрядScinciformata

#### СемействоСцинковые(Scincidae)
- Chalcides bedriagae
  - Chalcides bedriagae cobosi
- Chalcides pistaceai
- Chalcides striatus

### ПодотрядИгуанообразные(Iguania)

#### СемействоХамелеоны(Chamaeleonidae)
- Chamaeleo chamaeleon — Обыкновенный хамелеон

### ПодотрядLacertiformata

#### СемействоНастоящие ящерицы(Lacertidae)
- Acanthodactylus erythrurus — Гребнепалая ящерица
- Gallotia galloti — Канарская ящерица
- Iberolacerta monticola
- Iberolacerta monticola monticola
- Iberolacerta monticola cantabrica
- Lacerta schreiberi
- Podarcis bocagei
- Podarcis carbonelli
  - Podarcis carbonelli carbonelli
  - Podarcis carbonelli berlengensis
- Podarcis hispanica — Испанская стенная ящерица
- Psammodromus algirus — Алжирский псаммодромус
- Psammodromus hispanicus
- Teira dugesii
  - Teira dugesii dugesii
  - Teira dugesii jogeri
  - Teira dugesii selvagensis
- Timon lepidus — Жемчужная ящерица

### ПодотрядДвуходки(Amphisbaenia)

#### СемействоАмфисбеновые(Amphisbaenidae)
- Blanus cinereus — Бурая двуходка

### ПодотрядВеретеницеобразные(Anguimorpha)

#### СемействоВеретеницевые(Anguidae)
- Anguis fragilis — Ломкая веретеница

### ПодотрядЗмеи(Serpentes)

#### СемействоУжеобразные(Colubridae)
- Coronella austriaca — Обыкновенная медянка
  - Coronella austriaca acutirostris
- Coronella girondica — Жирондская медянка
- Hemorrhois hippocrepis — Подковчатый полоз
- Macroprotodon cucullatus
  - Macroprotodon cucullatus ibericus
- Malpolon monspessulanus — Ящеричная змея
- Natrix maura — Гадюковый уж
- Natrix natrix — Обыкновенный уж
  - Natrix natrix astreptophora — Пиренейский обыкновенный уж
- Rhinechis scalaris — Лестничный полоз

#### СемействоГадюковые(Viperidae)
- Vipera latastei latastei — Курносая гадюка
  - Vipera latastei latastei
  - Vipera latastei gaditana
- Vipera seoanei cantabrica